# Peter Firth

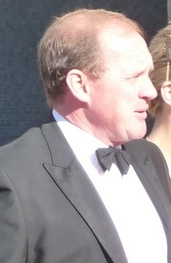
Peter Firth (2009)

Peter Firth (* 27. Oktober 1953 in Bradford, Yorkshire) ist ein britischer Schauspieler.

## Lebenslauf
Peter Firth wuchs als einziges Kind eines Pub-Besitzers im Norden Englands auf. In der Schule begann er Theater zu spielen. Ein Lehrer erkannte dabei sein Talent und gab ihm Sprechunterricht. Noch als Schüler besuchte er dann Schauspielkurse des heimischen Bradford Civis Theatre Drama Clubs und debütierte schließlich am örtlichen Alhambra Theatre im Musical Camelot. Er begann, kleinere Rollen im Fernsehen zu übernehmen und erlangte erste Bekanntheit mit den Serien Flexton Boys und Here Come The Double Deckers. 
Nach der Schule hatte Firth 1973 sein Kinodebüt in Franco Zeffirellis Film Bruder Sonne, Schwester Mond über Franz von Assisi. Ab 1974 spielte er in London am Theater in Equus von Peter Shaffer neben Richard Burton, und am Broadway neben Anthony Hopkins die Rolle des Alan Strang. Die Verfilmung des Dramas 1977 durch Sidney Lumet bedeutete für Firth den Durchbruch. Er wurde für seine Darstellung mit einem Golden Globe Award ausgezeichnet und war für einen Oscar nominiert.
In den darauffolgenden Jahren übernahm er Haupt- und Nebenrollen in unterschiedlichen Filmen. In Deutschland erlangte er Bekanntheit durch seine Rolle als „Harry Pearce“ in der Serie Spooks – Im Visier des MI5, die er von 2002 bis 2011 in 86 Folgen darstellte.
Firth war dreimal verheiratet und hat aus seinen ersten beiden Ehen vier Kinder (einen Sohn aus erster Ehe sowie eine Tochter und zwei Söhne aus der zweiten). Bei einem Interview für BBC Breakfast im April 2017 erklärte Firth, dass er Alexandra Pigg, mit der er 1985 in Brief an Breschnew ein Paar gespielt hatte, 2010 wieder traf. Die beiden begannen eine Liebesbeziehung und heirateten am Heiligabend 2017.

## Auszeichnungen
- 1978: Golden Globe Award in der Kategorie Bester Nebendarsteller für Equus
- 1978: Oscar-Nominierung in der Kategorie Bester Nebendarsteller für Equus

## Filmografie (Auswahl)
- 1969: The Flaxton Boys (Fernsehserie, 13 Folgen)
- 1970–1971: Here Come the Double Deckers! (Fernsehserie, 17 Folgen)
- 1972: Home and Away (Fernsehserie, 6 Folgen)
- 1972: Black Beauty (The Adventures of Black Beauty, Fernsehserie, Folge 1x05)
- 1973: Kein Pardon für Schutzengel (The Protectors, Fernsehserie, Folge 2x10)
- 1973: Bruder Sonne, Schwester Mond (Fratello sole, sorella luna)
- 1974: Die Jagd nach den gestohlenen Diamanten (Diamonds on Wheels)
- 1976: Schlacht in den Wolken (Aces High)
- 1977: Die Abenteuer des Joseph Andrews (Joseph Andrews)
- 1976: Das Bildnis des Dorian Gray (The Picture of Dorian Gray, Fernsehfilm)
- 1977: Equus – Blinde Pferde (Equus)
- 1979: When You Comin’ Back, Red Ryder?
- 1979: Tess
- 1980: Die seltsamen Missionen des Dominick Hide (The Flipside of Dominick Hide, Fernsehfilm)
- 1981: Feuer und Schwert – Die Legende von Tristan und Isolde
- 1984: Camelot – Der Fluch des goldenen Schwertes (Sword of the Valiant, Stimme von Sir Gawain)
- 1985: Lifeforce – Die tödliche Bedrohung (Lifeforce)
- 1985: Brief an Breshnev (Letter to Brezhnev)
- 1987: Northanger Abbey (Fernsehfilm)
- 1987: Die Macht des Feuers (Born of Fire)
- 1988: Gefangen in Rio (Prisoner of Rio)
- 1989: Wahn des Herzens (Tree of Hands)
- 1989: Tote Zeugen reden nicht (Trouble in Paradise)
- 1990: Jagd auf Roter Oktober (The Hunt for Red October)
- 1990: Anwalt des Feindes (The Incident, Fernsehfilm)
- 1990: Bernard und Bianca im Känguruland (The Rescuers Down Under, Stimme von Red)
- 1991: Der Gefangene der Teufelsinsel (Prisoner of Honor, Fernsehfilm)
- 1991: Das Lustprinzip (The Pleasure Principle)
- 1993: Die Abenteuer des jungen Indiana Jones (The Young Indiana Jones Chronicles, Fernsehserie, Folge 2x17)
- 1993: Shadowlands
- 1994: Highlander (Highlander: The Series, Fernsehserie, Folge 2x17)
- 1993: White Angel
- 1994: Heartbeat (Fernsehserie, 7 Folgen)
- 1995: Eine sachliche Romanze (An Awfully Big Adventure)
- 1996: Marco Polo: Das geheime Abenteuer (Marco Polo: The Missing Chapter)
- 1996: Das Mädchen mit den zwei Gesichtern (The Witch’s Daughter, Fernsehfilm)
- 1997: Geiseln der Verdammnis (The Garden of Redemption, Fernsehfilm)
- 1997: Gastons Krieg (Gaston’s War)
- 1997: Amistad
- 1998: Zeit der Grausamkeit (Brand New World)
- 1998: Mein großer Freund Joe (Mighty Joe Young)
- 1999: Immer wieder Fitz (Cracker, Fernsehserie, Folge 1x13)
- 1999: Der Chill Faktor (Chill Factor)
- 2000–2001: That’s Life (Fernsehserie, 20 Folgen)
- 2001: Pearl Harbor
- 2002: Und plötzlich war es Liebe (Me & Mrs Jones, Fernsehfilm)
- 2002–2011: Spooks – Im Visier des MI5 (Spooks, Fernsehserie, 86 Folgen)
- 2004: Hawking – Die Suche nach dem Anfang der Zeit (Hawking, Fernsehfilm)
- 2005: Law & Order: Special Victims Unit (Fernsehserie, Folge 6x12)
- 2005: Das größte Spiel seines Lebens (The Greatest Game Ever Played)
- 2006: Rom und seine großen Herrscher (Ancient Rome: The Rise and Fall of an Empire, Miniserie, Folge 1x04)
- 2011: South Riding (Miniserie, 3 Folgen)
- 2012: Die Tore der Welt (World Without End, Miniserie)
- 2015: Spooks – Verräter in den eigenen Reihen (Spooks: The Greater Good)
- 2015–2016: Dickensian (Fernsehserie, 4 Folgen)
- 2016: Auferstanden (Risen)
- 2016–2017: Victoria (Fernsehserie, 5 Folgen)
- 2017–2018: Strike Back (Fernsehserie, 2 Folgen)
- 2019: Cheat – Der Betrug (Cheat, Fernsehserie, 4 Folgen)
- 2019: Summer of Rockets (Miniserie, 5 Folgen)
- 2024: Shardlake (Fernsehserie, 2 Folgen)